# Georgian Bay
De Georgian Bay is een grote baai in Noord-Amerika. De baai vormt het noordoostelijke deel van het Lake Huron, een van de Grote Meren en grenst aan Zuidwest-Ontario (Canada). Ook maakt de baai deel uit van de St. Lawrence-Zeeroute.
Vanuit het hoofdvolume van Lake Huron kan men langs de Georgian Bay de North Channel bereiken, langswaar de instroom van het meer vanuit de St. Marys River stroomt. De St. Marys River biedt ook de verbinding met het Lake Superior.
Bovenmeer ·
Eriemeer ·
Huronmeer ·
Michiganmeer ·
Ontariomeer